# Theo Clausen
Theodor Clausen (* 6. Juli 1911 in Paramaribo, Surinam; † 10. Mai 1985 in Lich) war ein deutscher Basketballtrainer und -funktionär. Er war einer der Pioniere des Basketballsports in Deutschland und von 1947 bis 1951 Bundestrainer.

## Laufbahn

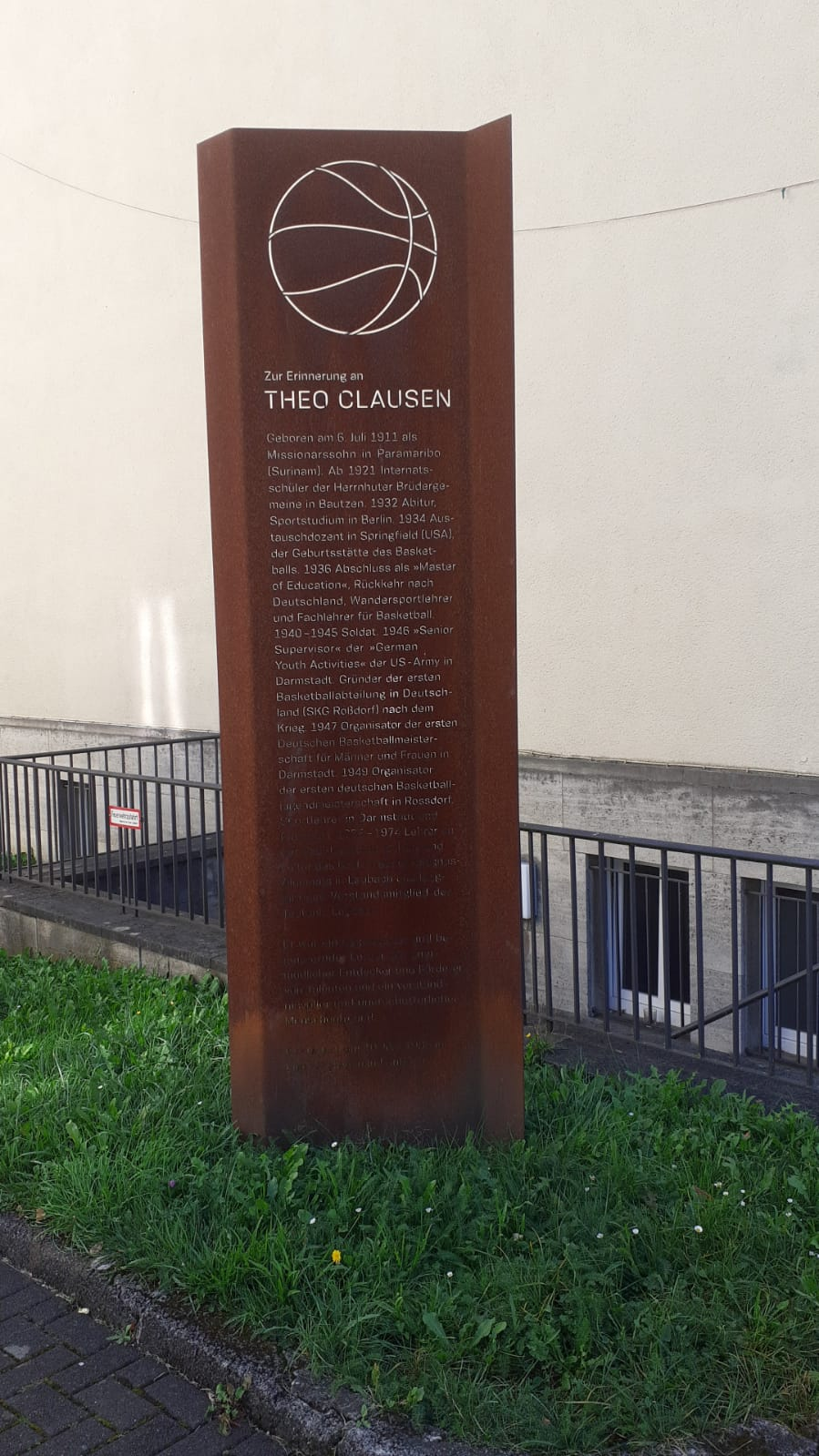
Stele zum Gedenken an Theo Clausen in Laubach, Hessen

Clausen kam in Surinam als Sohn eines Missionars aus Deutschland zur Welt. Er ging ab 1921 in Kleinwelka bei Bautzen an einem Internat der Herrnhuter Brüdergemeine zur Schule, studierte in der Folge am Institut für Leibesübungen in Berlin und besuchte von 1934 bis 1936 mit einem Stipendium das Springfield College in den Vereinigten Staaten, wo James Naismith 1891 die Sportart Basketball erfunden hatte. Während seines Studienaufenthalts am Springfield College wurde Clausens Basketball-Begeisterung geweckt. Bei den Olympischen Sommerspielen 1936 war er im Olympischen Dorf als Übersetzer tätig. Nach dem Ende seines USA-Aufenthalts und der Rückkehr in sein Heimatland erhielt er vom „Reichsbund für Leibeserziehung“ den Auftrag, die Sportart in Deutschland unter anderem als Wandersportlehrer sowie als Seminarleiter in Marburg und Gießen zu verbreiten. Ab 1939 lebte er in Roßdorf.
1940 wurde Clausen zum Kriegsdienst eingezogen. Nach dem Kriegsende lebte er wieder in Roßdorf, übernahm im Auftrag der US-Armee die Leitung eines Pflegewerkes für die deutsche Jugend und wirkte als Basketball-Trainer in Roßdorf, wo er 1947 bei der örtlichen SKG Roßdorf die erste Basketball-Abteilung Deutschlands nach dem Zweiten Weltkrieg ins Leben rief. Er arbeitete als Sportpädagoge in Darmstadt und Frankfurt am Main. Noch vor der Gründung des Deutschen Basketball Bundes (DBB) wurden 1947 in Darmstadt auf Clausens Initiative die ersten deutschen Basketball-Meisterschaften der Herren nach dem Krieg sowie die ersten deutschen Basketball-Meisterschaften der Damen überhaupt ausgetragen. Im Rahmen der Meisterschaften wurde die „Gesellschaft zur Förderung des Basketballsports“ gegründet, der Vorläufer des DBB. 1948 brachte er erstmals die Zeitschrift „Basketball“ heraus. 1949 veranstaltete Clausen in Rossdorf die ersten deutschen Basketball-Jugendmeisterschaften für Jungen, 1950 dann ebenfalls für Mädchen.
Von 1947 bis 1951 war er Trainer der deutschen Basketballnationalmannschaft und als Sportwart der deutschen Auswahl bei der ersten Europameisterschaftsteilnahme 1951 in Paris dabei. Beim EM-Turnier war Clausen auch als Schiedsrichter im Einsatz. 1955 trat er die Stellung als Leiter des dem Paul-Gerhardt-Gymnasium angeschlossenen Graf-Friedrich-Magnus-Alumnats in Laubach an. Dort förderte er unter anderem den späteren Basketball-Nationalspieler und Mentor von Dirk Nowitzki, Holger Geschwindner. Clausen leitete das Alumnat bis 1974. Er starb 1985 in Lich. Im September 2012 wurde in Laubach eine Gedenkstele zur Erinnerung an Theo Clausen errichtet.
Sein Sohn Karl wurde mit dem MTV 1846 Gießen 1965 deutscher Basketball-Meister.